# Schwan-Stabilo

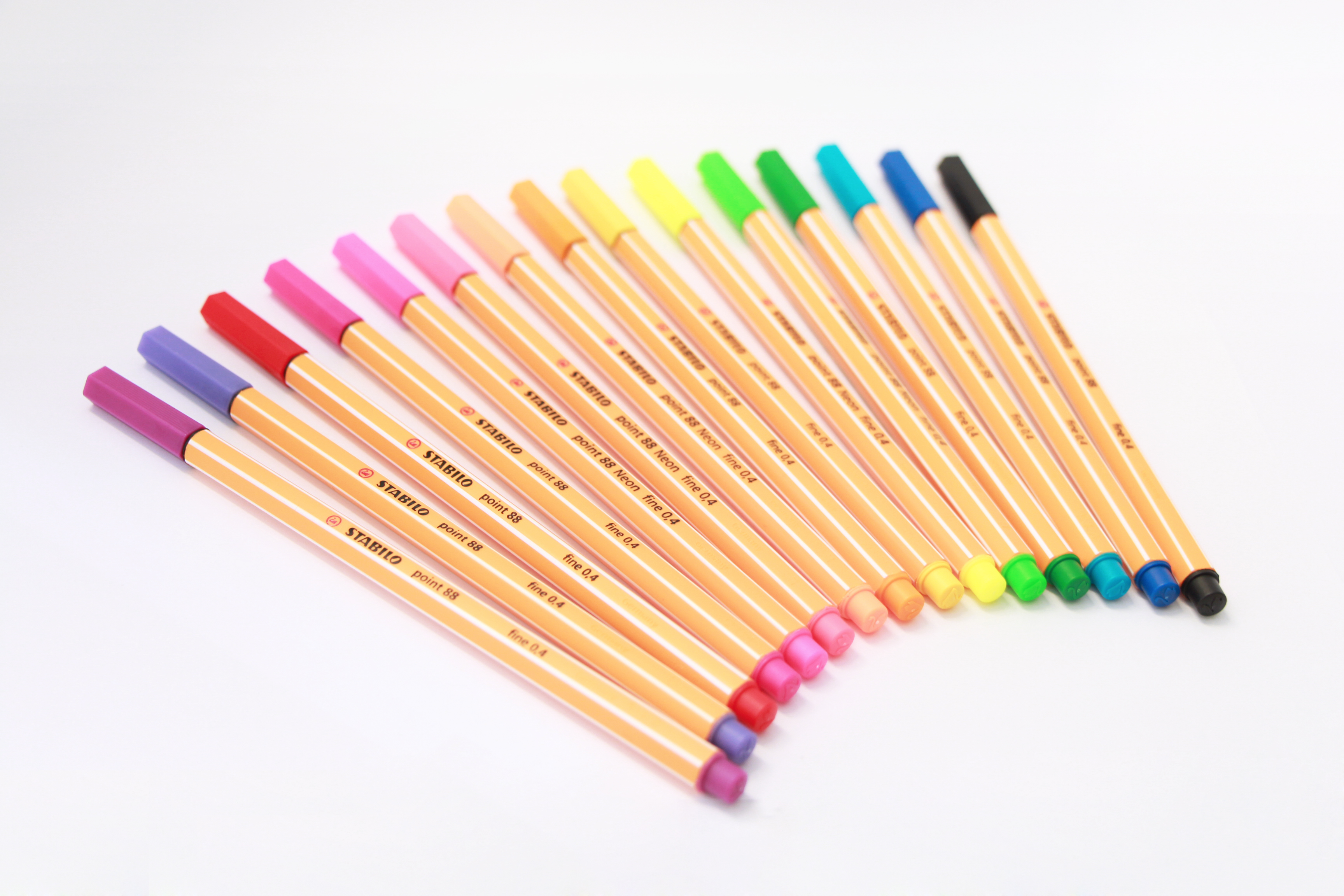
Stabilo Point 88

Schwan-Stabilo är ett företag som tillverkar skrivbordsprodukter och kosmetikaprodukter. Huvudkontoret ligger i sedan 1995 i Heroldsberg. 
Företagets historia går tillbaka till blystiftstillverkaren Großberger und Kurz som grundades 1855 i Nürnberg. Företaget använde från början maskiner i tillverkningen. 1865 togs det skuldtyngda företaget över av Gustav Adam Schwanhäußer och fick namnet Schwan Bleistiftfabrik. Företaget fick framgångar genom flera innovatiner och växte raskt. Strax innan andra världskriget började man framställa kosmetikaprodukter. 1976 togs namnet Schwan-Stabilo. Företaget har idag produktion även i Tjeckien och Malaysia.
I koncernen ingår Deuter.